# Žarenje
Žarenje je toplinska obrada kojom se dobivaju "mekše" strukture čelika, a sastoji se u zagrijavanju na temperaturi za oko 40 ºC iznad linije A3 ili A1 i hlađenju u peći do sobne temperature. Podeutektoidni i eutektoidni čelik zagrijavaju se u γ-području (austenit), a nakon hlađenja dobiva se mikrostruktura sastavljena od grubo lamelarnog perlita i ferita. Nadeutektoidni čelik zagrijava se u dvofaznom γ (austenit) + Fe3C području (cementit), a nakon hlađenja mikrostruktura se sastoji od grubolamelarnog perlita i cementita.
Čelici se žare da im se smanji tvrdoća, poboljša rezivost (obradivost), poboljša mogućnost oblikovanja u hladnom stanju, da dobiju određenu mikrostrukturu ili mehanička svojstva, da se pripreme za kaljenje, da im se smanje ili uklone unutrašnja naprezanja itd.

## Fizikalne osnove toplinske obrade
Kod većine važnijih postupaka toplinske obrade, čelik se zagrijava na temperaturu pri kojoj je mikrostruktura austenitna ili se sastoji od austenita s malim udjelom drugih mikrostrukturnih sastojaka, na primjer karbida (cementit). To je temperatura austenizacije ili se pak naziva prema vrsti toplinske obrade, na primjer temperature normalizacije. Za većinu postupaka toplinskih obrada austenit je središnja, najvažnija mikrostruktura iz koje se nakon različitih pretvorbi postižu mikrostrukture koje su postojane na sobnoj temperaturi ili pri povišenim temperaturama i o kojima ovise svojstva čelika. Pretvorbe austenita provode se izotermno ili pri ohlađivanju. 
Brzine pretvorbi austenita i nastale nove faze ili mikrostrukturne sastojke čelika opisuju dijagrami izotermne pretvorbe ili izotermni TTT dijagrami (engl. Time-temperature transformation), koji vrijede za izotermne pretvorbe (nazivaju se i IT dijagrami), te dijagrami kontinuiranog hlađenja ili CTT dijagrami, koji vrijede kod pretvorbi pri kontinuiranom hlađenju. Način i kinetika pretvorbe austenita ovise o kemijskom sastavu čelika, odnosno austenita, brzini ohlađivanja, odnosno temperaturi pretvorbe. 
Kod ugljičnih čelika, austenit se pretvara u perlit od temperature oko 723 ºC do temperature približno 500 ºC, a ispod te temperature do 250 ºC, ali samo pri izotermnoj pretvorbi, nastaje bainit, a ispod 250 ºC nastaje martenzit. 
Mehanička i tehnološka svojstva čelika s perlitnom mikrostrukturom ovise o debljini listića (lamela) cementita, odnosno o tzv. međulamelarnom razmaku. Što je on manji, to su viša mehanička svojstva i duktilnost, a za rezivost (obradivost) vrijedi obrnuto. Perlit koji nastaje pri višim temperaturama (blizu 700 ºC) grubolamelaran je, a onaj koji nastaje kod donje granice ima malen međulamelarni razmak (sitnolamelarni perlit).
Svojstva martenzita i bainita ovise o masenom udjelu ugljika u čeliku. To posebice vrijedi za martenzit koji postiže najveću tvrdoću (oko 65 HRC) kad je udio ugljika oko 0,6%. Martenzit kojemu je udio ugljika malen, npr. 0,1%, ima mnogo manju tvrdoću (oko 37 HRC). S povišenjem temperature nastali mikrostrukturni sastojci počinju se mijenjati. To se najviše opaža kod martenzita, gdje promjene počinju već pri temperaturama između 100 ºC i 200 ºC i postaju očitije s povišenjem temperature prema temperaturi Ac1 (popuštanje čelika). Martenzit legiranih čelika otporniji je prema popuštanju nego martenzit ugljičnih čelika.

## Razne tehnike toplinskih obrada
Toplinska obradba čelika temelji se na eutektoidnoj reakciji raspada austenita na ferit i cementit. Ovisno o postupku toplinske obradbe mijenjaju se način raspada austenita, odnosno fizička i mehanička svojstva čelika. Zbog toga svaka toplinska obradba zahtijeva najprije dobivanje austenita.
Temperature faznih prijelaza za legure željeza kao i za čisto željezo označavaju se slovom A i odgovarajućim indeksom: A1 je oznaka za liniju temperature eutektoidne reakcije, A2 za Curiejevu temperaturu (768 ºC), A3 za temperature prijelaza alfa u gama kristale, A4 za temperaturu prijelaza gama u delta kristale i Acm za temperaturu početka izlučivanja sekundarnog cementita. Kada bi hlađenje i grijanje mogli provesti beskonačno sporo, navedene temperature bile bi
jednake za oba procesa. Ako se temperatura mijenja praktičnom ili konačnom brzinom, nastaje mjerljivo kašnjenje faznih prijelaza. To znači da se čelik mora zagrijati na nešto višu temperaturu odnosno ohladiti na nešto nižu temperaturu od one koja odgovara ravnotežnoj temperaturi. Da bi se razlikovale temperature faznih prijelaza kod sporog (ali i nedovoljno sporog) hlađenja uz oznaku temperature fazne promjene – dodaje se indeks r (npr. Ar1), a kod sporog (ali i nedovoljno sporog) zagrijavanja – indeks c (npr. Ac1).

## Vrste žarenja
Vrste žarenja su:
- difuzijsko žarenje;
- potpuno žarenje (ili samo žarenje);
- sferoidizacijsko žarenje;
- žarenje radi smanjenja unutarnjih naprezanja;
- rekristalizacijsko žarenje;
- normalizacija.

### Difuzijsko žarenje
Difuzijskim žarenjem se smanjuju ili otklanjaju nejednakosti u kemijskom sastavu slitina, koje su posljedica neravnotežnog skrućivanja. U čelicima koji se preoblikuju deformacijom, to je uglavnom sastavni dio toplinske obrade prije preoblikovanja u toplom stanju. Temperatura je takva žarenja najviša od svih toplinskih obradi. 

### Potpuno žarenje
Potpuno žarenje ili samo žarenje obuhvaća žarenje čelika u području austenita, iz kojeg se ohlađivanjem po različitim temperaturnim tijekovima postižu zahtijevana mikrostruktura i svojstva čelika.

### Sferoidizacijsko žarenje
Sferoidizacijsko žarenje omogućuje oblikovanje kuglastih, zrnatih čestica karbida (cementit) u feritu. Čelik s takvom mikrostrukturom ima najmanju tvrdoću i najveću sposobnost plastičnog oblikovanja u hladnom. To je žarenje posebno važno za visokougljične alatne čelike, koji nakon tog žarenja imaju dobru rezivost (strojna obrada) i oblikovljivost u hladnom, te primjerenu mikrostrukturu prije kaljenja. Kod čelika s malim udjelom ugljika (manjim od 0,2% C) takvo se žarenje rijetko primjenjuje. Temperaturni tijek sferoidizacijskog žarenja ovisi o kemijskom sastavu čelika.

### Žarenje radi smanjenja unutarnjih naprezanja
Žarenje radi smanjenja unutarnjih naprezanja često je primjenjivana toplinska obrada, ali unutarnja naprezanja se smanjuju ili uklanjaju i s drugim toplinskim obradama. U pravilu čelik se zagrije na temperature između 500 ºC i 600 ºC, a visokolegirani čelici i na još više temperature, pri kojima je granica tečenja niža od vrijednosti unutarnjih naprezanja. Za to je žarenje karakteristično sporo zagrijavanje i ohlađivanje čeličnog proizvoda.

### Smanjenje unutarnjih naprezanja u odljevcima od sivog i nodularnog lijeva
Unutarnja naprezanja u odljevku uglavnom nastaju kod odljevaka složene konstrukcije (znatne razlike u debljini stijenke). S druge strane, ako se odljevci u kalupu lagano hlade gotovo da se ne treba bojati pojave unutarnjih napetosti. Međutim, znatne unutarnje napetosti u odljevcima mogu nastati tijekom strojne obrade. Isto tako velika metalna ploča male debljine može se iskriviti (pjeskarenjem pijeskom ili metalnom sačmom, ako se ono izvodi prejakim mlazom).

### Rekristalizacijsko žarenje
Rekristalizacijsko žarenje provodi se nakon hladne plastične deformacije (valjanje, vučenje), pri čemu je nastupilo hladno deformacijsko očvrsnuće i gubitak deformabilnosti čelika. Žarenje se provodi kod čelika ispod temperature A1, ovisno o stupnju hladne deformacije, čime se obnavlja deformabilnost čelika i omogućuje daljnja plastična deformacija u hladnom stanju. Ovo se žarenje provodi i kod drugih kovinskih materijala, ali pri odgovarajućim temperaturama i trajanjima žarenja. 

### Normalizacija
Normalizacija je toplinska obrada koja se sastoji od austenizacije i ohlađivanja na zraku. Temperatura normalizacije za podeutektoidne čelike računa se iskustveno: [Ac3 + (30 – 50) K], a za nadeutektoidne čelike: [Accm + (30 – 50) K], ali se kod nadeutektoidnih čelika vrlo rijetko primjenjuje. Trajanje je držanja na temperaturi normalizacije vrlo kratko, tek toliko da se postigne tzv. homogeni austenit (5 do 10 minuta). Za kvalitetnu normalizaciju treba čelične dijelove jednolično zagrijati po čitavom obujmu, te ih takoder jednolično ohladiti na mirnom ili zraku koji se jednolično giba, da bi se čelični dio po cijelom obujmu jednako ohladio do temperature znatno ispod temperature A1 (Ar1). 
Normalizacija također znači da čelik ima normalnu, tj. perlitnu mikrostrukturu (udio perlita ovisi o kemijskom sastavu čelika).